# Milionia callimorpha
Milionia callimorpha är en fjärilsart som beskrevs av Charles Oberthür 1894. Milionia callimorpha ingår i släktet Milionia och familjen mätare. Inga underarter finns listade i Catalogue of Life.

## Bildgalleri

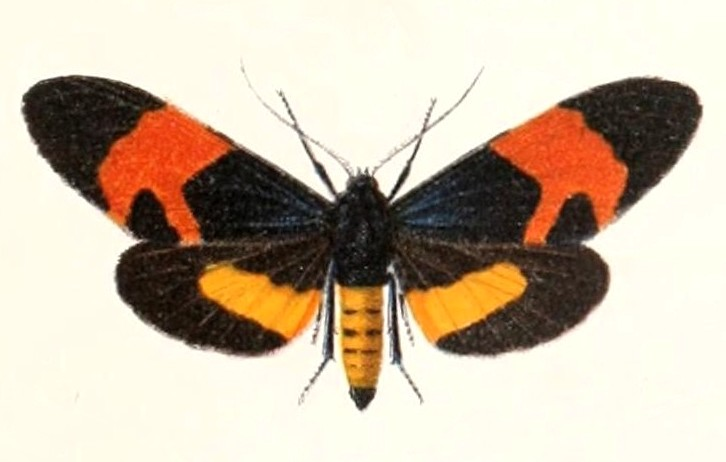
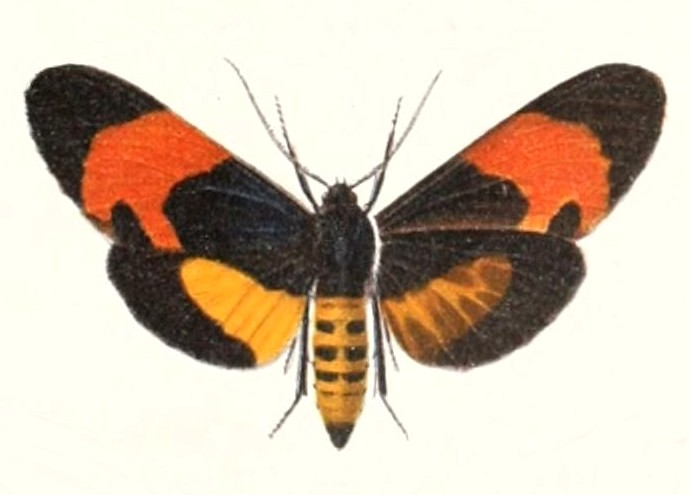